# Brännbryum
Brännbryum (Bryum creberrimum) är en bladmossart som beskrevs av Thomas Taylor 1846. Brännbryum ingår i släktet bryummossor, och familjen Bryaceae. Arten är reproducerande i Sverige. Inga underarter finns listade i Catalogue of Life.